# Wyżni Czerwony Stawek
Wyżni Czerwony Stawek nebo Czerwony Stawek Zachodni (případně s označením Staw) je ledovcové jezero ve skupině Gąsienicowých Stawů ve Vysokých Tatrách v Polsku. Je jedním ze dvojice Czerwoných Stawků Gąsienicowych nacházejících se na jihovýchodě spodního patra její západní části, nazývané Dolina Zielona Gąsienicowa, přičemž druhým je Niżni Czerwony Stawek. Má rozlohu 0,2670 ha a je 78 m dlouhé a 52 m široké. Dosahuje maximální hloubky 1,5 m a objem vody v něm činí 1440 m³. Leží v nadmořské výšce 1694,6 m.

## Okolí
Jezero má protáhlý tvar ve směru ze severozápadu na jihovýchod. Jihovýchodně od plesa se zvedá práh, nad nímž se nachází vyšší patro Zieloné Gąsienicowe doliny s Długim a Zadnim Stawem Gąsienicowym. Na severovýchodě leží za několikametrovým pruhem kosodřeviny Niżni Czerwony Stawek a na severozápadě se o pár metrů níže nachází pleso Kurtkowiec.

## Vodní režim
Na jihozápadním konci do jezera ústí potok ze Skrajného Żlebu a voda odtéká průtokem ze západního konce plesa na sever do Kurtkowce. Rozměry jezera v průběhu času zachycuje tabulka:
| Rok  | Měření prováděl  | Rozloha ha | Délka m | Šířka m | Hloubka max.m | Objem m³ |
| ---- | ---------------- | ---------- | ------- | ------- | ------------- | -------- |
| —    | WET              | 0,27       | 78      | 52      | 1,4           | —        |
| 2004 | satelitní snímek | 0,196      | —       | —       | —             | —        |
| 2005 | Gregor, Pacl     | 0,2670     | —       | —       | 1,5           | 1 440    |

## Přístup
Modrá turistická značka vede několik metrů od jeho severního břehu. Jezero je přístupné:
- po  modré turistické značce od chaty Murowaniec k Czarnemu Stawu Gąsienicowemu a dále
  - po  zelené turistické značce na sedlo Karb a dále
    - po  modré turistické značce k plesu
- po  černé turistické značce od dolní stanice lanovky na Kasprov vrch k rozcestí 50 m západně od plesa a dále
  - po  modré turistické značce k plesu